# Rundes r

Normales und rundes r in der gebrochenen Type „Alte Schwabacher“

Das runde r (auch r rotunda genannt) ist eine Variante des Buchstabens r bei gebrochenen Schriften. Es entstand ursprünglich dadurch, dass in der Buchstabenkombination „or“ eine zur Krümmung des „o“ passende Form verwendet wurde, die der Versalform des „R“ ohne senkrechten Strich ähnelte. Später wurde es auch nach anderen Buchstaben mit Rundung auf der rechten Seite (b, d, h, p) und beim Doppel-r („rr“) alternativ zum normalen r verwendet.
Zum ebenfalls runden, zum r rotunda in gebrochenen Schriften jedoch gegenläufigen r in modernen französischen Schreibschriften s. R: Formen – Schreibschrift.

## Anwendung
Im Gegensatz zum langen s (ſ) ist die Verwendung des runden r nicht durch orthografische oder typografische Regeln festgelegt. Daher muss es, soweit seine Anwendung rein schriftästhetisch ist, in Textverarbeitungsprogrammen als normales „r“ und nicht als spezielles Zeichen eingegeben werden. Es kann dann je nach Wahl der Schriftart automatisch angewendet werden, z. B. durch Anwendung von in der Schriftartdatei hinterlegten OpenType-Regeln für Glyphensubstitutionen.

Das Unicode-Buchstabenpaar latin capital/small letter r rotunda in verschiedenen Antiqua-Computerschriftarten

Spezielle Anwendungen (z. B. in der Mediävistik und der Paläografie) erfordern es jedoch, in ihrem Kontext das runde r als eigenständigen Buchstaben zu betrachten, der unabhängig von der gewählten Schriftart im Text selbst eindeutig identifizierbar sein muss. Speziell für solche Anwendungszwecke ist es in Unicode seit Version 5.1 im Block Lateinisch, erweitert-D enthalten. Um es in Zitaten auch dann verwenden zu  können, wenn diese vollständig in Versalien gesetzt sind, wurde eine Versalform aufgenommen, deren Notwendigkeit sich ansonsten nicht aus der Quellenlage ergab. Die Aufnahme in Unicode hatte außerdem zur Folge, dass Antiqua-Formen entwickelt wurden, damit das Zeichen in gängige Schriftarten aufgenommen werden konnte.
Die Unicode-Positionen sind:
- Großbuchstabe: U+A75A latin capital letter r rotunda (Ꝛ)
- Kleinbuchstabe: U+A75B latin small letter r rotunda (ꝛ)

## Verwendung als Abkürzung für „und“

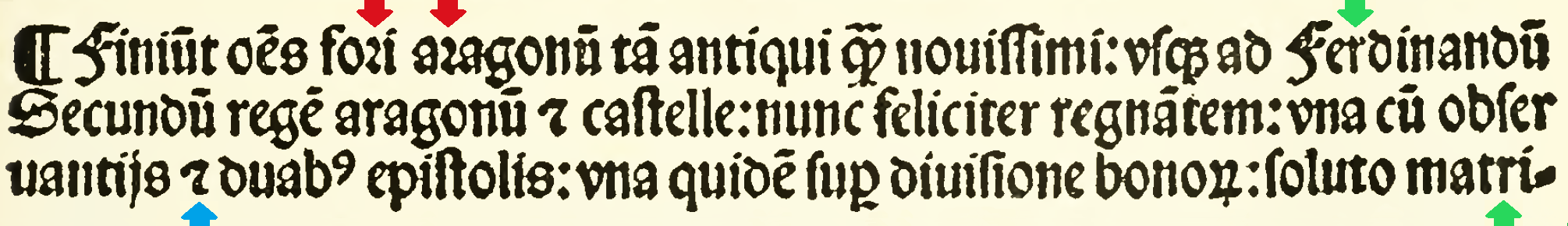
In diesem spanischen Druck von 1496 sind das runde r (rot markiert) und das tironische Et (blau markiert) zwar ähnlich, aber unterscheidbar. Zusätzlich kommt noch eine andere Schreibvariante des r vor (grün markiert).

Die Abkürzung etc. in der Form ⁊c. Für das ⁊ (tironisches Et) wird hier die Glyphe eines runden r verwendet.

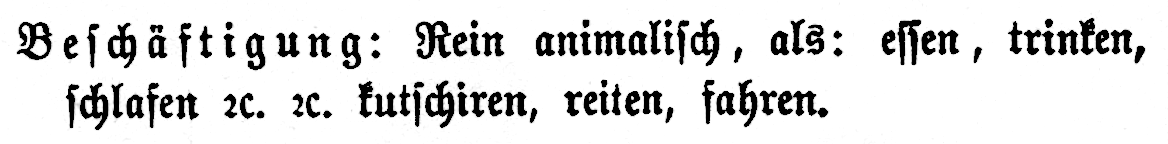
Die Abkürzung ⁊c. (= etc.). Das ⁊ wird hier mit einem runden r dargestellt. In: Fliegende Blätter Band 1 (1845), S. 168.

Eine ähnliche oder gleiche Glyphe wurde auch als Abkürzung für „und“ eingesetzt. Der Ursprung dieser Verwendung liegt in der tironischen Note für et (lat. „und“). Dieses ⁊ war zunächst in vielen Schriften als eigene Glyphe enthalten (siehe Bild links oben).
Später wurde für das ⁊ vielfach die Glyphe des recht ähnlichen runden r verwendet. Am längsten hat sich dieser Gebrauch in der Abkürzung „etc.“ erhalten (siehe Bild links unten und Bild rechts).
Der Autor Helmut Delbanco hat die These aufgestellt, das mit einem runden r geschriebene ⁊c. könne auch als rc. gelesen und als Abkürzung für lateinisch relinquo cetera („weiteres lasse ich weg“) verstanden werden, was weitgehend gleichbedeutend wäre mit et cetera (sinngemäß „und so weiter“).

## Beispiele

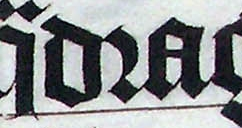
Ausschnitt: q[ua]drag… (= quadraginta) in einer Bibelhandschrift aus Malmesbury (Textura), 1407
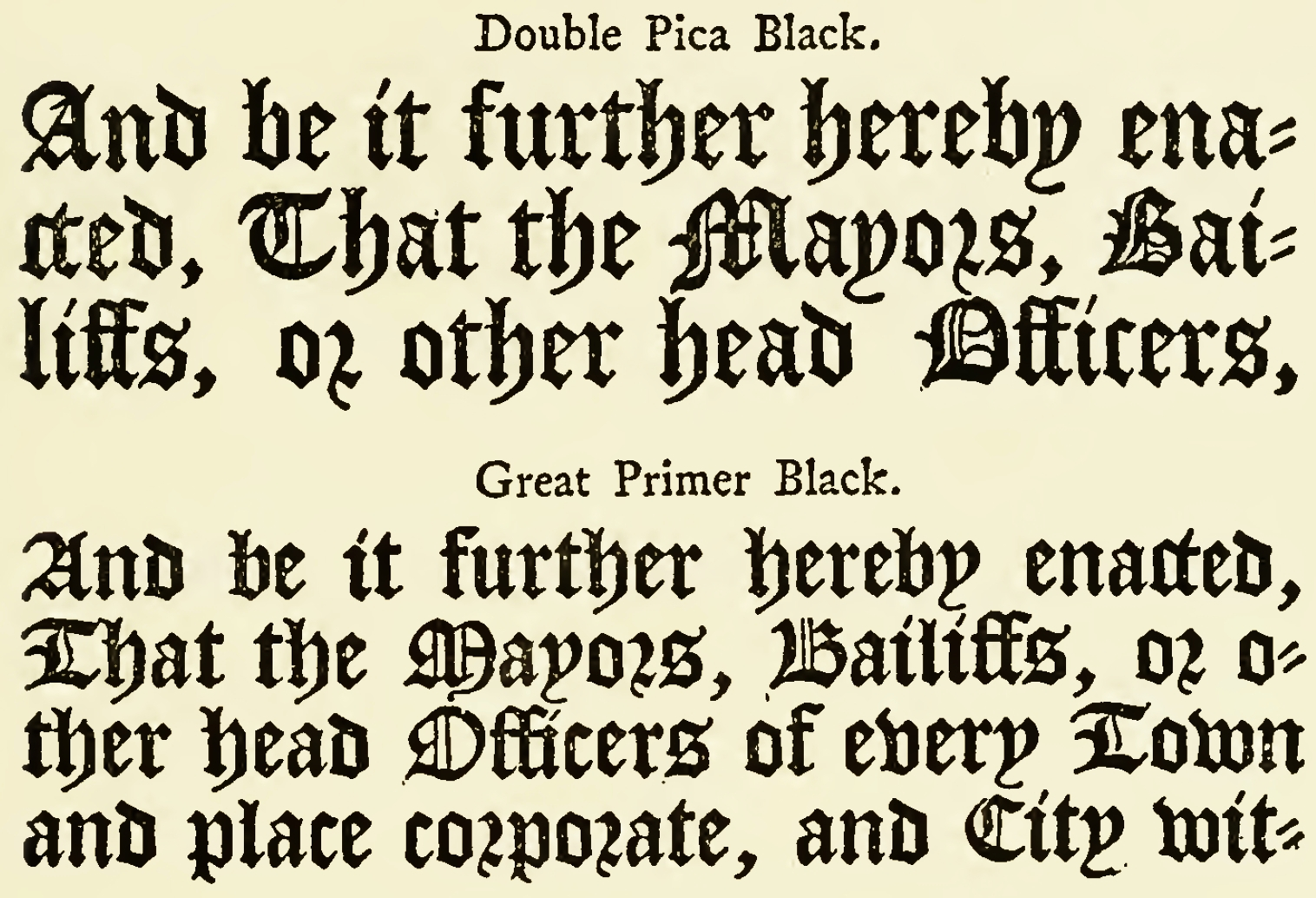
Beispiele mit rundem r nach o in einem Schriftmusterbuch von William Caslon I, London 1763

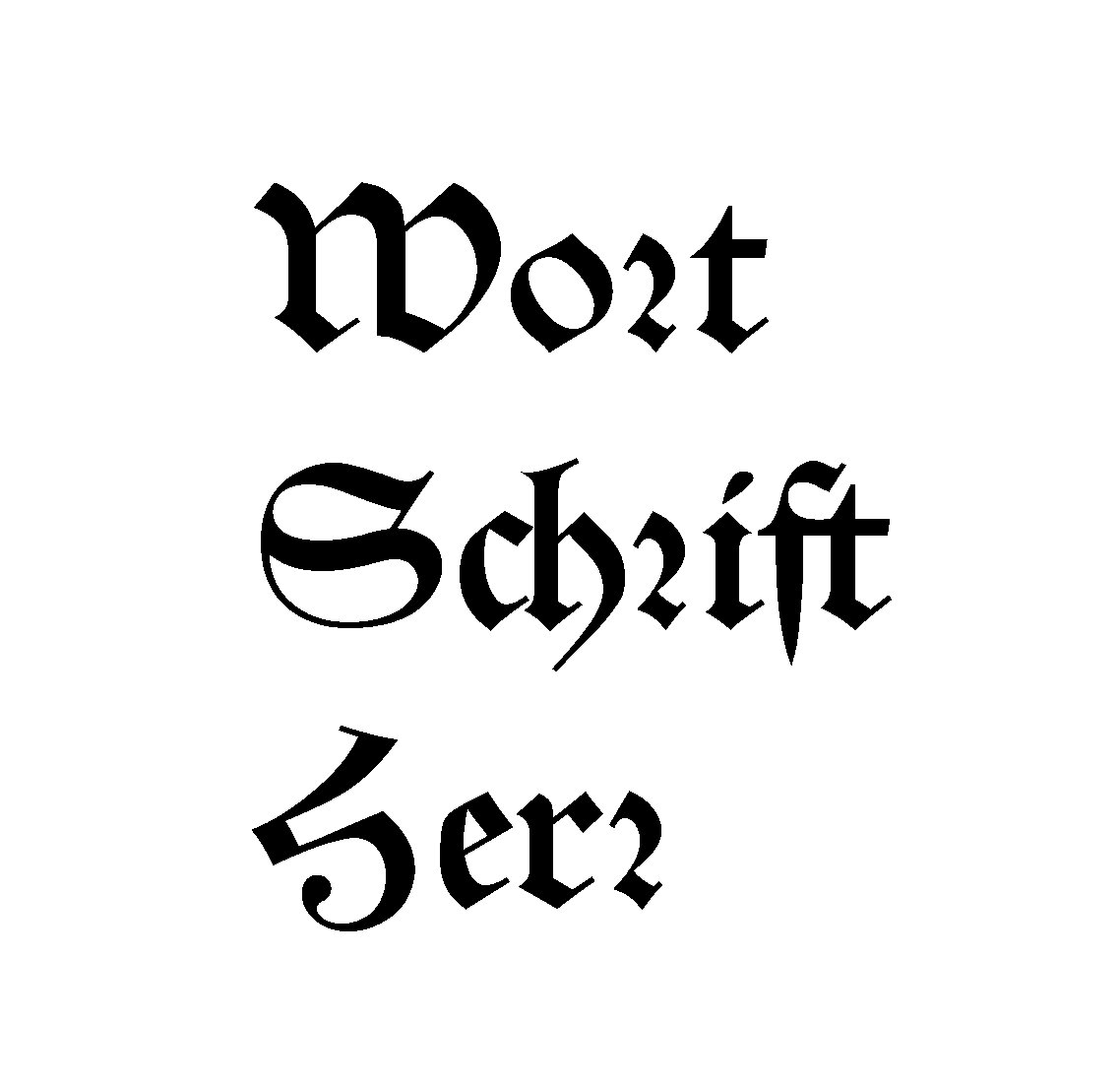
Wort, Schrift und Herr (Alte Schwabacher), Computersatz
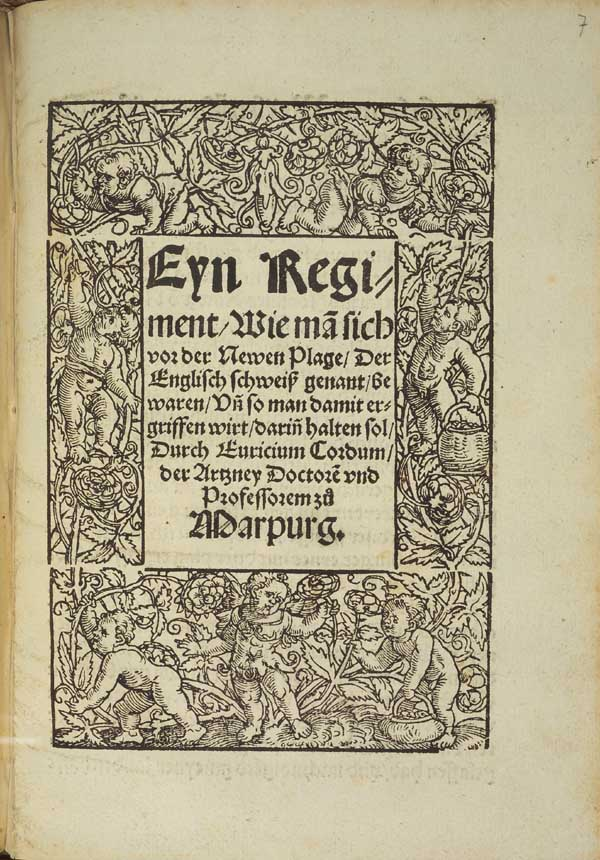
Titelblatt eines Buches von Euricius Cordus über den  Englischen Schweiß, 1529